# واکر لی کیسلر
واکر لی کیسلر (انگلیسی: Walker Lee Cisler; ۸ اکتبر ۱۸۹۷ – ۱۸ اکتبر ۱۹۹۴) مهندس برق اهل ایالات متحده بود. وی همچنین برندهٔ جوایزی همچون مدال ادیسون انجمن مهندسان برق و الکترونیک شده است.